# MRPS21
MRPS21‏ (Mitochondrial ribosomal protein S21) هوَ بروتين يُشَفر بواسطة جين MRPS21 في الإنسان.